# Rudolf Basista
Rudolf Basista (ur. 15 października 1933 w Piekarach Śląskich, zm. 17 sierpnia 2018 w Malmö) – polski duchowny katolicki, przełożony zgromadzenia oblatów w Skandynawii w latach 1977–1992.

## Życiorys
Przyszedł na świat w Piekarach Śląskich jako syn Jana i Róży z domu Świtała. W 1947 rozpoczął naukę Niższym Seminarium Duchownym (juniorat) Zgromadzenia Misjonarzy Oblatów Maryi Niepokalanej w Lublińcu, które ukończył zdając maturę w 1950, a w 1951 rozpoczął nowicjat u ojców oblatów w Markowicach. Pierwsze śluby zakonne złożył 8 września 1952 i rozpoczął studia teologiczne w Wyższym Seminarium Duchownym Misjonarzy Oblatów MN w Obrze koło Wolsztyna, gdzie 8 września 1955 złożył profesję wieczystą. 24 listopada 1957 przyjął święcenia diakonatu, zaś 22 czerwca 1958 z rąk abp. Antoniego Baraniaka przyjął święcenia prezbiteriatu. W latach 1958–1959 pełnił posługę duszpasterską w Lublińcu. W latach 1959–1965 był misjonarzem ludowym w Gdańsku, w latach 1965–1970 w Katowicach, zaś w latach 1970–1975 w Kędzierzynie-Koźlu.
Od 1975 przebywał w Szwecji gdzie założył mały klasztor na Ekgatan w Malmö. W latach 1977–1992 o. Basista był przełożonym oblatów w Skandynawii. Zainicjował powstanie Zrzeszenie Młodzieży Polskiej „Kwiaty Polskie”, a Polskiej Misji Katolickiej w Szwecji, którego był duszpasterzem. W 1986 przyczynił się do utworzenia parafii na Rosengardzie, której był proboszczem oprowadzając do powstania kościoła i jego poświęcenia w 1990. W latach 1992–2009 był proboszczem w Ystad. Po przejściu na emeryturę osiadł w Malmö, pracując jako duszpasterze w parafii na Rosengardzie.